# Arkhànguelskoie (Tula)
Arkhànguelskoie - Архангельское (rus) - és un poble de l'óblast de Tula, a Rússia, segons el cens del 2010 tenia 667 habitants.